# Heliophanillus fulgens
Heliophanillus fulgens là một loài nhện trong họ Salticidae.
Loài này thuộc chi Heliophanillus. Heliophanillus fulgens được Octavius Pickard-Cambridge miêu tả năm 1872.